# هانس-أولاف هينكل
هانس-أولاف هينكل هو كاتب غير روائي وكاتب واقتصادي وأستاذ جامعي وسياسي ألماني، ولد في 14 مارس 1940 في هامبورغ في ألمانيا. نشط حزبياً في البديل من أجل ألمانيا (2013 – 2013) (يوليو 2015 – يوليو 2015). في انتخابات البرلمان الأوروبي في ألمانيا 2014 ‏، انتخب عضو في البرلمان الأوروبي عن دائرة ألمانيا لترشحه ضمن قائمة We Citizens (Germany) ‏، وقد انضم خلال فترته النيابية (25 مايو 2014 – ) للكتلة البرلمانية كتلة المحافظين والإصلاحيين الأوروبيين.

## وصلات خارجية
- هانس-أولاف هينكل على موقع IMDb (الإنجليزية)
- هانس-أولاف هينكل على موقع مونزينجر (الألمانية)
- هانس-أولاف هينكل على موقع ديسكوغز (الإنجليزية)